# Лазаревы (армянский род)
Лазаревы (Лазаряны, Егиазаряны, арм. Լազարյաններ, Եղիազարյաններ, в Священной Римской империи также фон Лазарефф, нем. von Lazareff) — российский дворянский род армянского происхождения.

## История рода
Предок фамилии Лазаревых, как засвидетельствовано грамотами от царя Теймараса грузинского и от патриарха армянского, Манук Лазарев, по пресечению в Армении государственной фамилии, был владельцем некоторой части армянского государства. Согласно Общему Гербовнику род происходит от Эммануила (Манука) Лазарянца, переехавшего из Армении в Испагань в 1605 г., и от его сына Лазаря (Елеазара), находящегося при шахе главным начальником над монетным персидским двором и ведавшего сокровищницей шаха Аббаса II. Являлся начальником города Джульфы.
Его потомок Лазарь Назарович (1700, Новая Джульфа — ум. 1782, Москва), барон Священной Римской империи с 1768, ещё в 1720-х годах начал вести коммерческие дела в России, совместно с управляющим казённой шёлковой фабрикой Д. Я. Земским. В 1735 году основал шёлковую мануфактуру во Фряново под Москвой и вскоре стал поставщиком императорского двора. В 1747 году окончательно переехал с семьёй в Россию. В мае 1774 году, за оказанные им многие заслуги, был возведён Екатериной II в потомственное дворянство, с выдачей в октябре 1776 года диплома на дворянство.
Его сыновья:

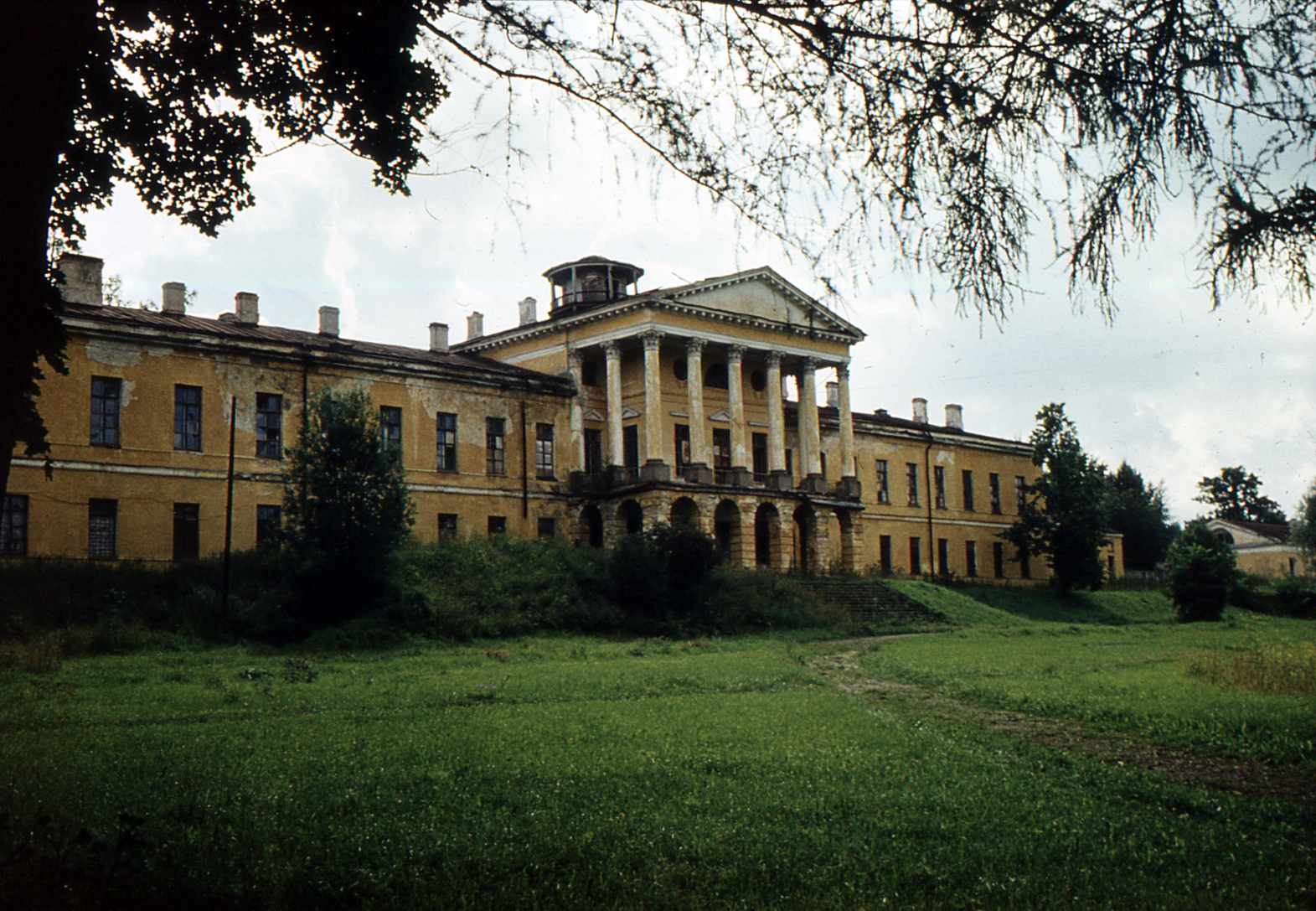
Дворец графа И. Л. Лазарева в Ропше

- Иван Лазаревич (Ованес Егиазарян; 23.11(4.12).1735, Новая Джульфа — 24.10(5.11).1801, Москва), придворный ювелир Екатерины II, доставил в Россию бриллиант Орлова, содействовал переселению армян в Россию, выстроил в своём имении существующий Ропшинский дворец, в Подмосковье — усадьбу Фряново; возведен 20.03.1788 в потомственное графское Священной Римской империи достоинство;
- Миней Лазаревич (Мина, Минас, Минар; 17(28).10.1737, Новая Джульфа — 18(30).1.1809, Москва);
- Иоаким Лазаревич (5(16).9.1743, Новая Джульфа — 24.1(5.2).1826, Москва), основал армянское училище в Москве (1815), преобразованное (1827) в Лазаревский институт восточных языков (ныне посольство Республики Армения). Был женат на представительнице дворянского рода армянского происхождения Анне Сергеевне Ивановой[3]
  - Елизавета Екимовна (1783—1868), жена Ивана Ивановича Арапетова, майора артиллерии, предводителя дворянства Тульской губернии;
  - Мария Екимовна (1784—1868), жена генерал-майора Давида Артемьевича Делянова;
  - Иван Екимович (1786—1858), армянский общественно-культурный деятель; действительный статский советник, камергер;
  - Екатерина Екимовна (1787—1811), жена Степана Даниловича Бурнашева (1743—1824).
  - Марфа Екимовна (1788—1844), жена генерал-майора князя Давида Семёновича Абамелека;
  - Христофор Екимович (1789—1871), действительный тайный советник, владелец подмосковного имения Плещеево, имел нескольких дочерей:
    - Анна, жена своего двоюродного брата, графа Ивана Делянова, министра народного просвещения.
    - Мария, жена графа Михаила Нирода, генерал-лейтенанта.
    - Елизавета, жена князя Семёна Абамелика, генерал-майора, сослуживца Лермонтова. В 1873 г. Семёну Абамелику было дозволено принять фамилию покойного тестя и именоваться впредь, потомственно, Абамелик-Лазаревым. Двойную фамилию и княжеский титул унаследовал его сын Семён Семёнович.

  - Артемий Екимович (1791—1813), участник Отечественной войны 1812 года, погиб в битве народов под Лейпцигом.
  - Лазарь Екимович (1797—1871), участник переселения армян из Персии в Восточную Армению.

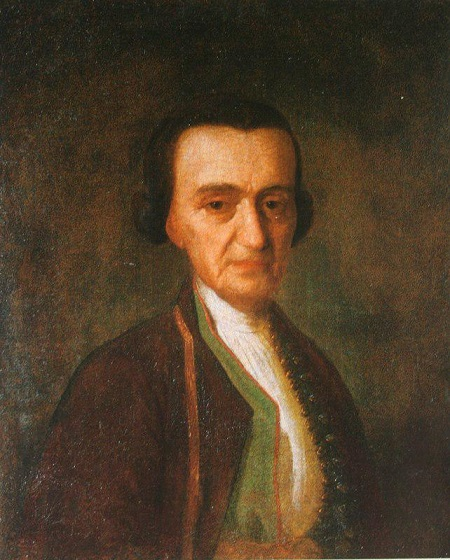
Лазарь Назарович (1700—1782)
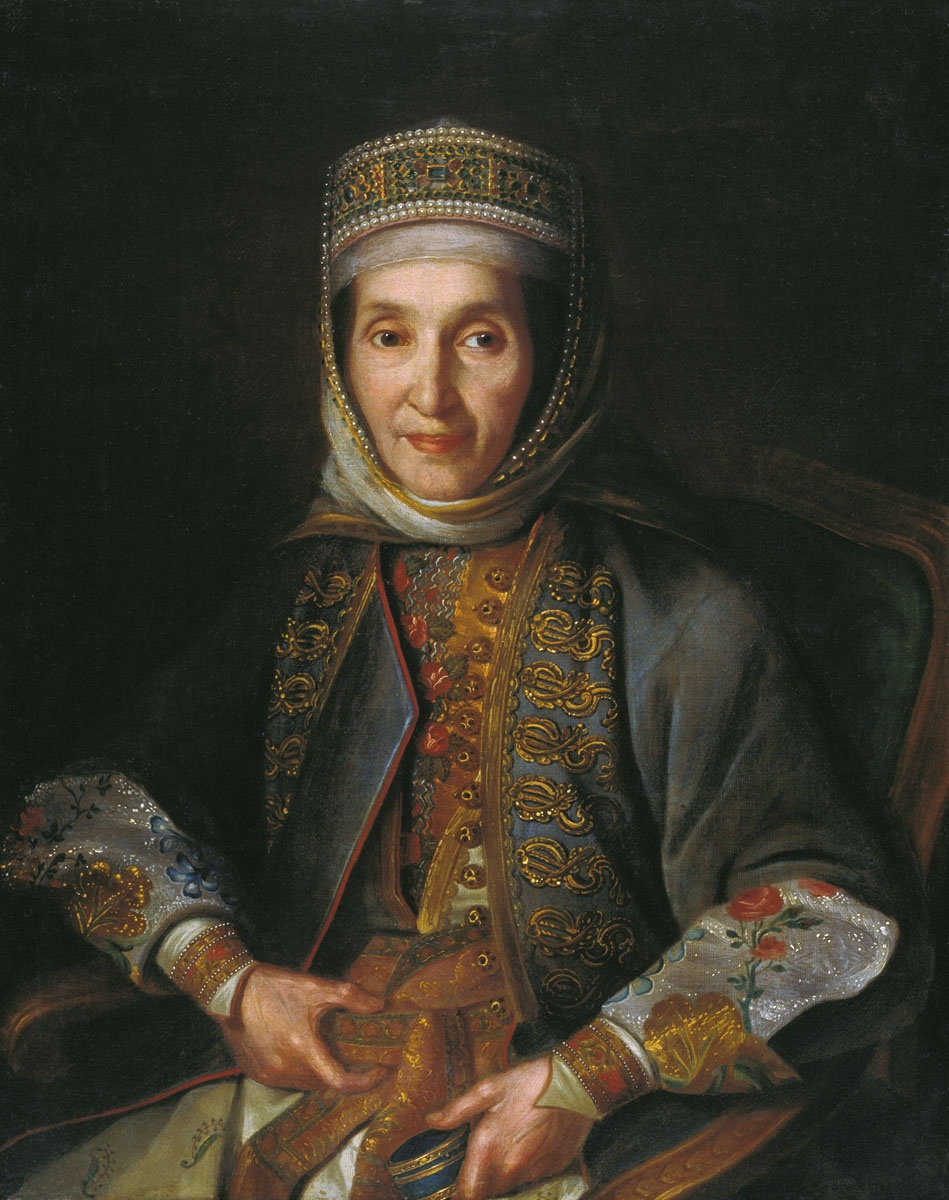
Анна Акимовна Лазарева (жена Лазаря Назаровича)
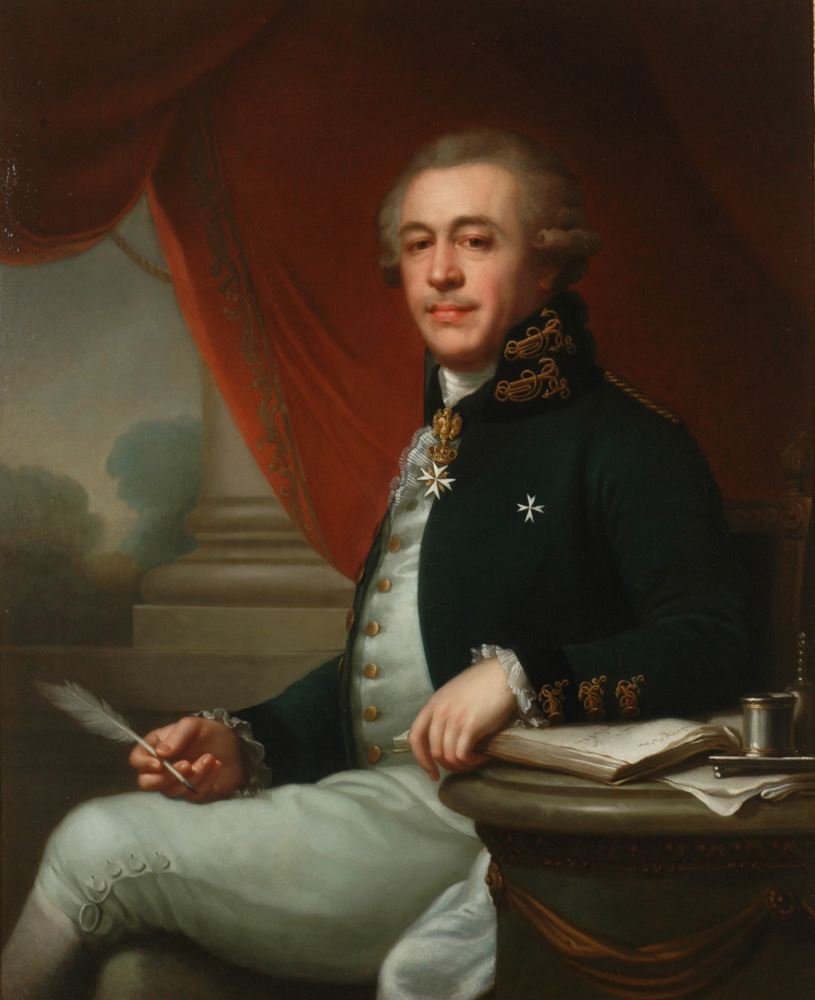
Иван Лазаревич (1735—1801)
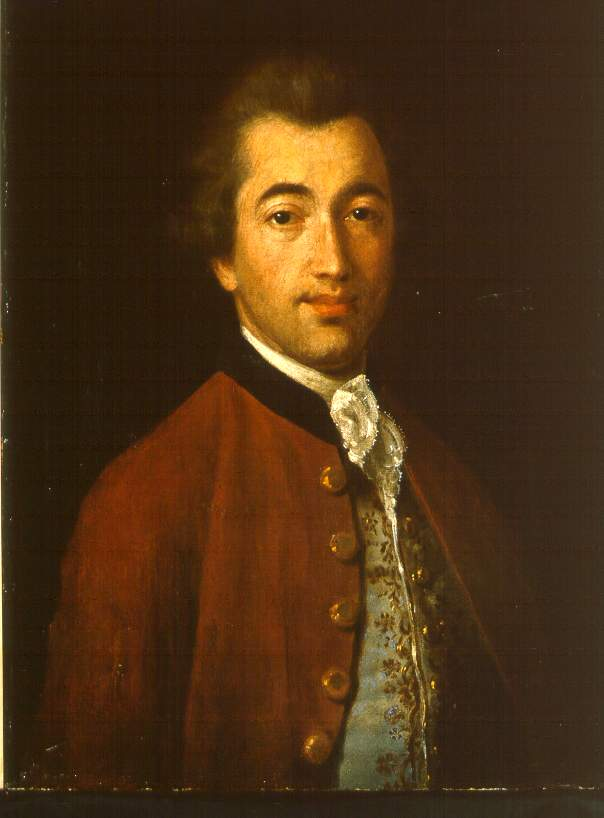
Мина Лазаревич (1737—1809)
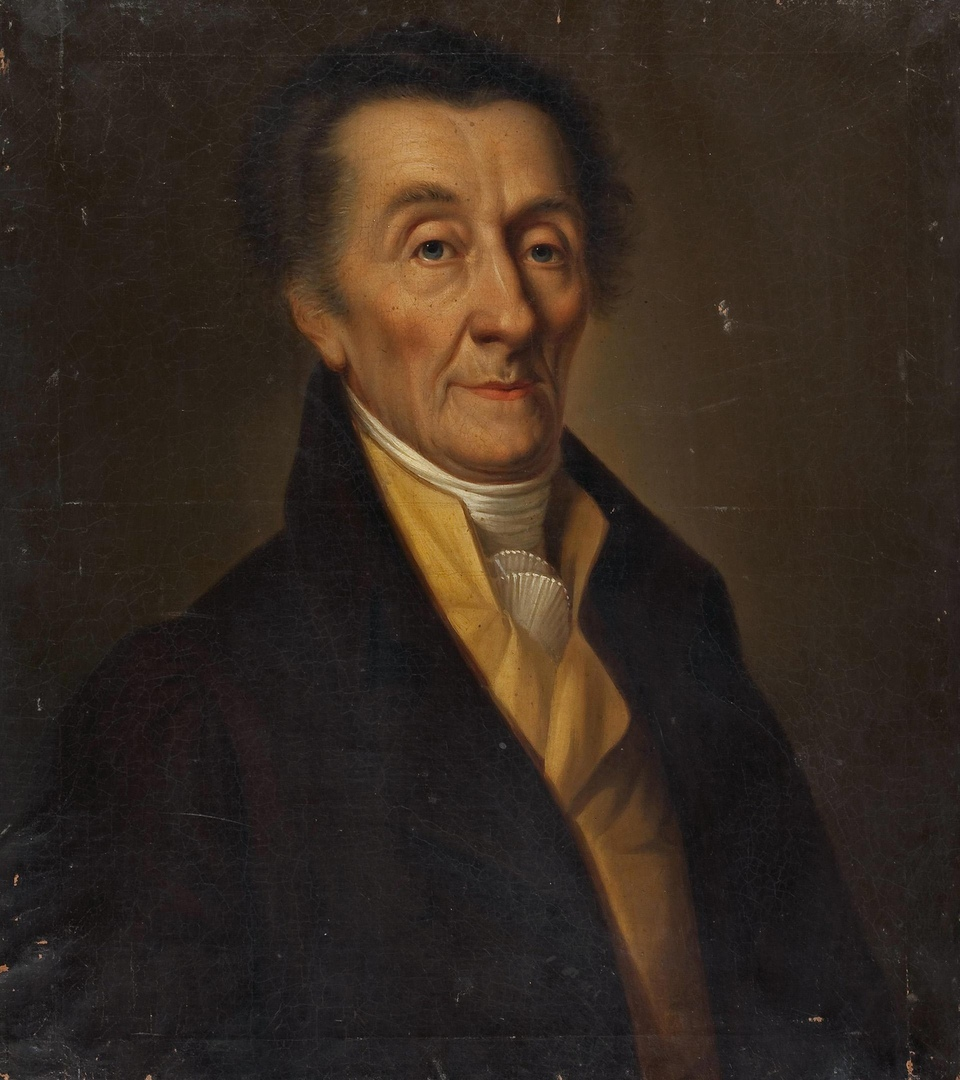
Еким Лазаревич (1743—1826)

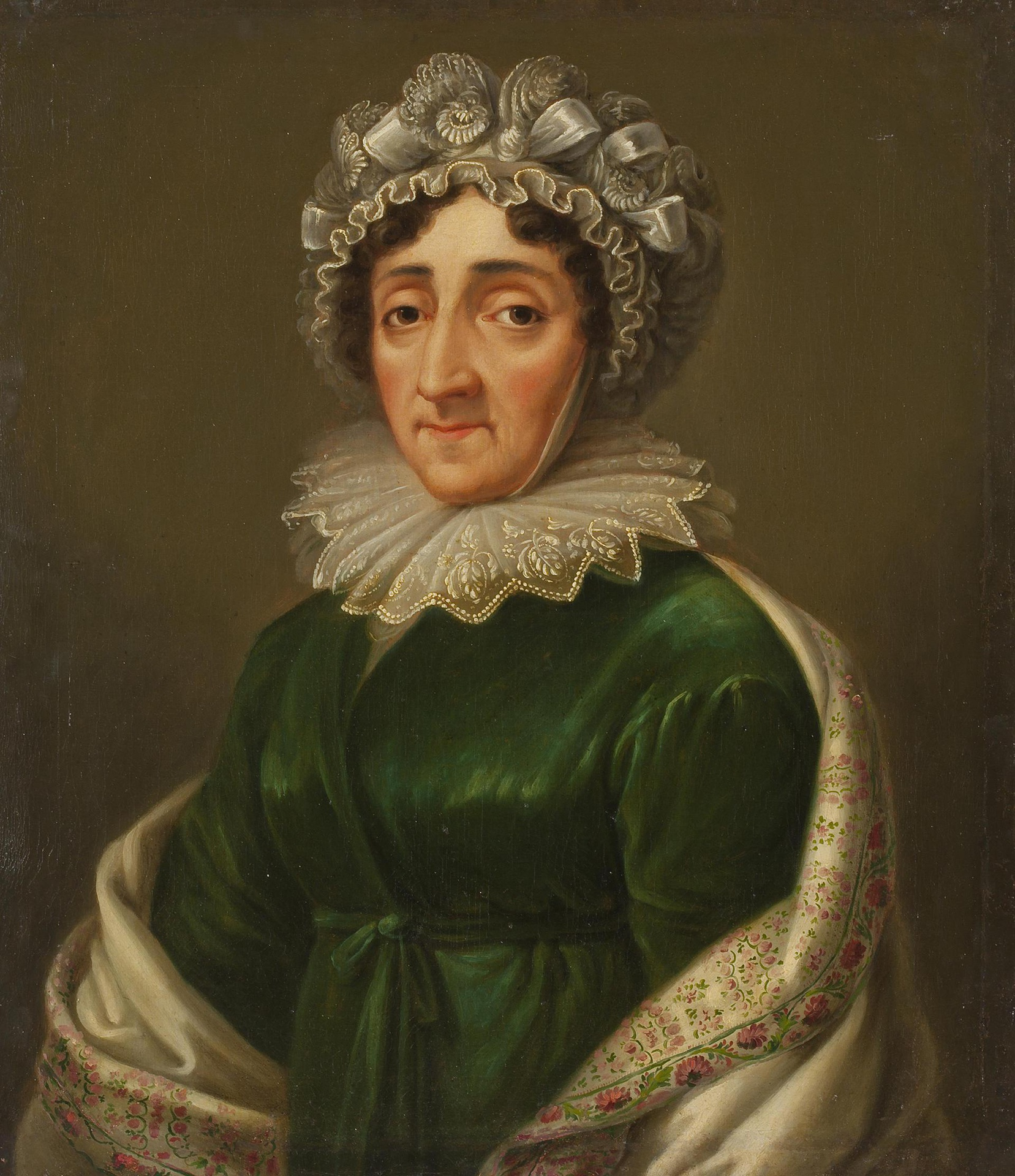
Анна Сергеевна Иванова (жена Екима Лазаревича)
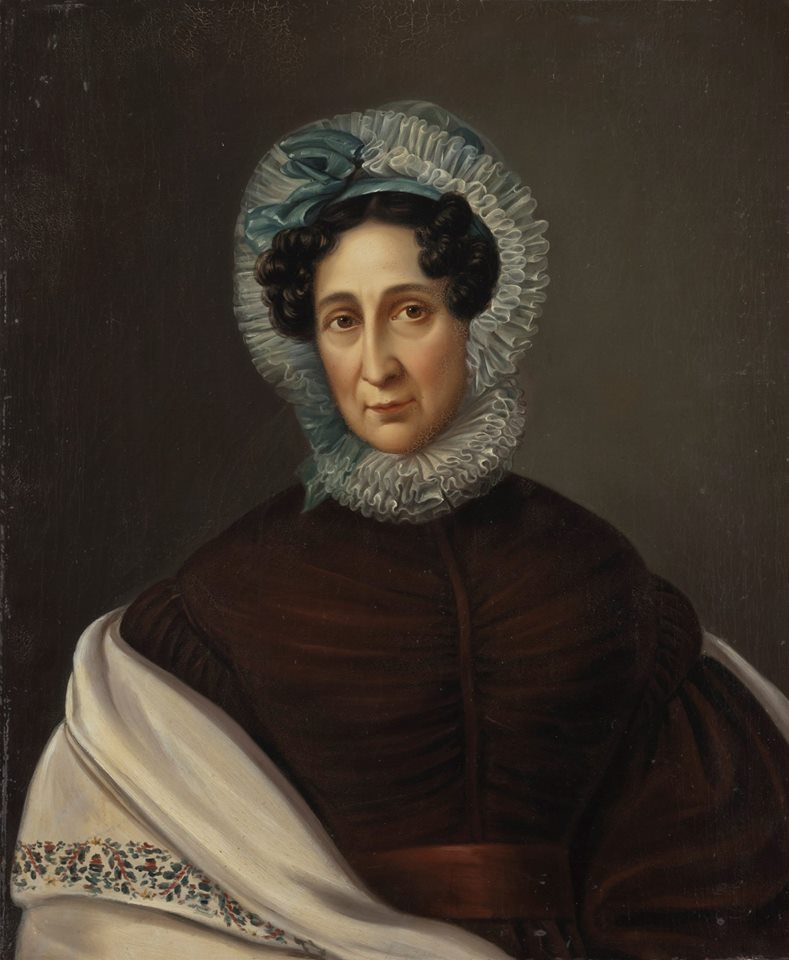
Елизавета Екимовна Арапетова (1783—1868)
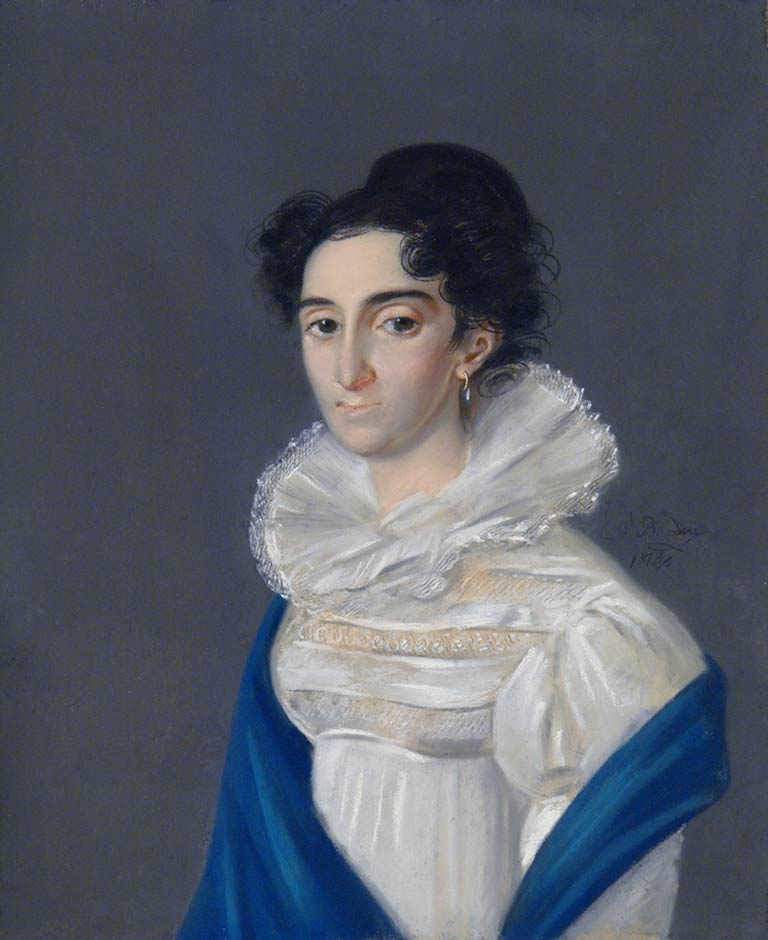
Мария Екимовна Делянова (1784—1868)
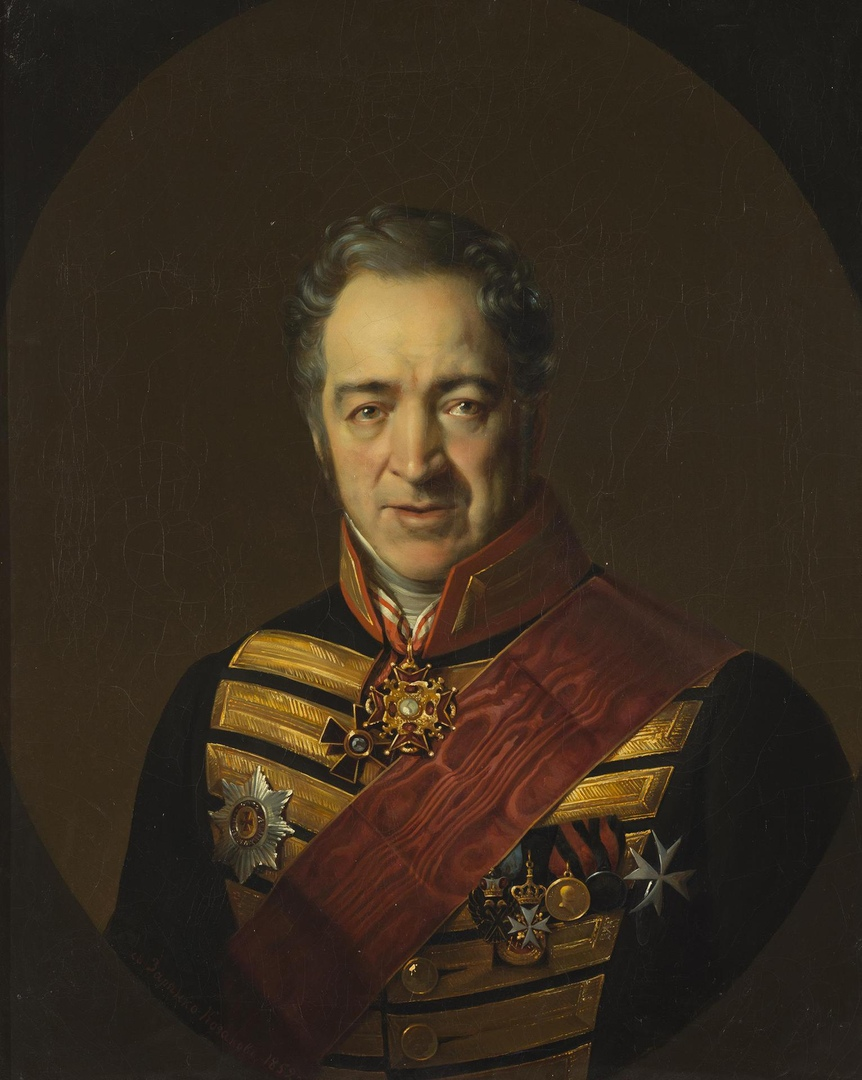
Иван Екимович (1786—1858)
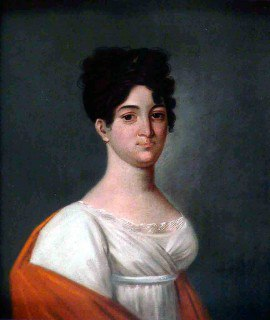
Екатерина Екимовна Бурнашева (1787—1811)
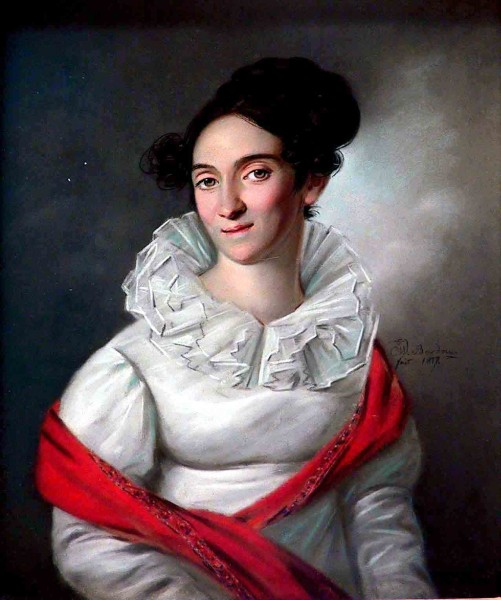
Марфа Екимовна княгиня Абамелек (1788—1844)
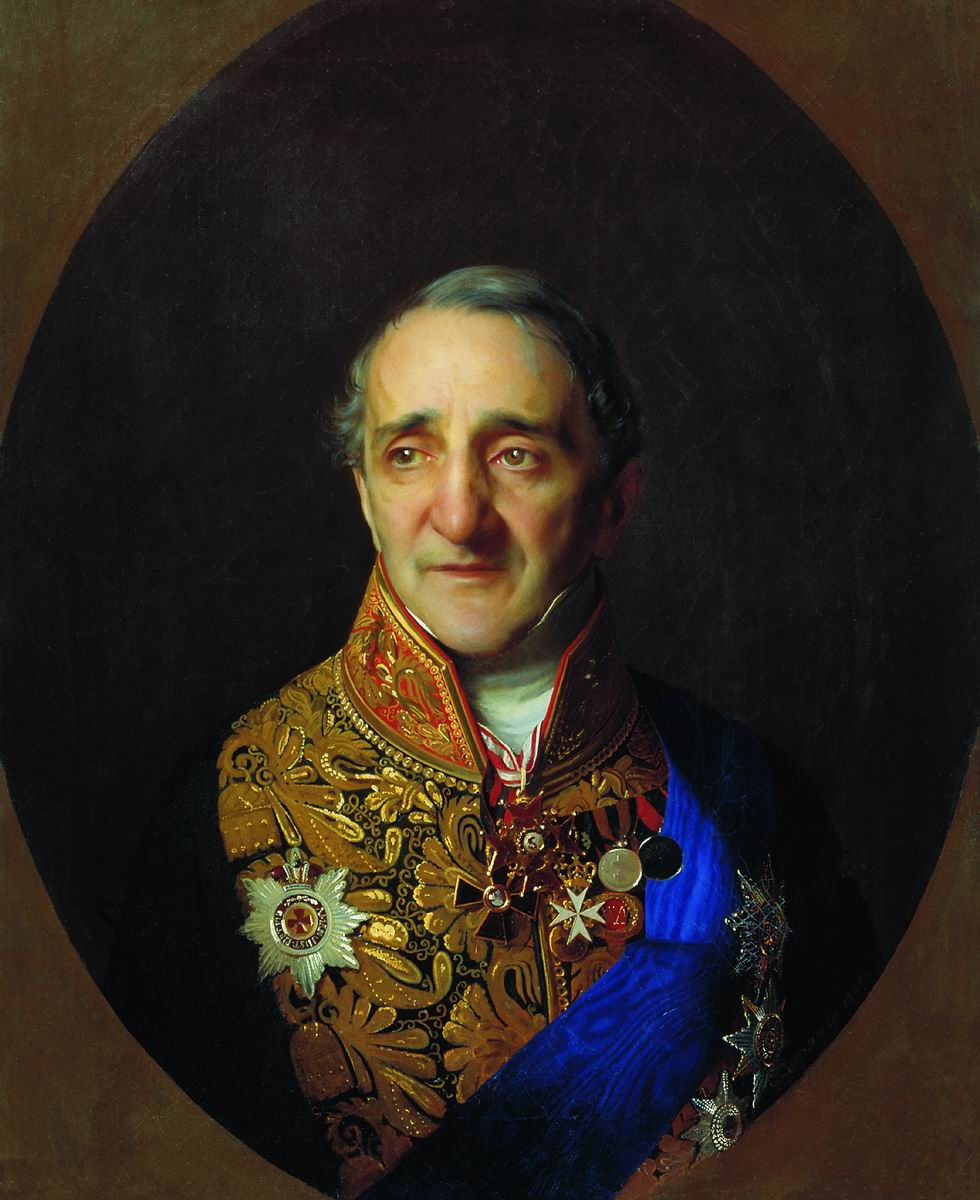
Христофор Екимович (1789—1871)
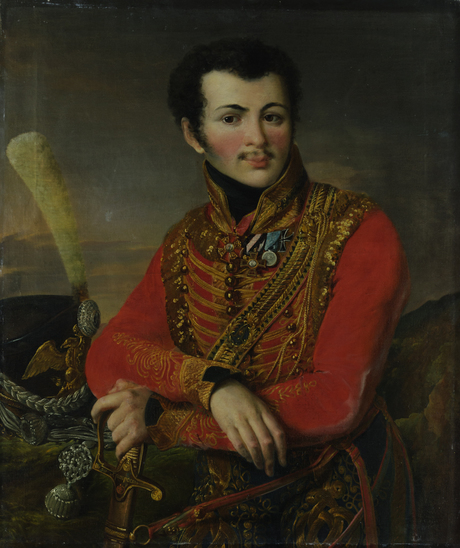
Артемий Екимович (1791—1813)
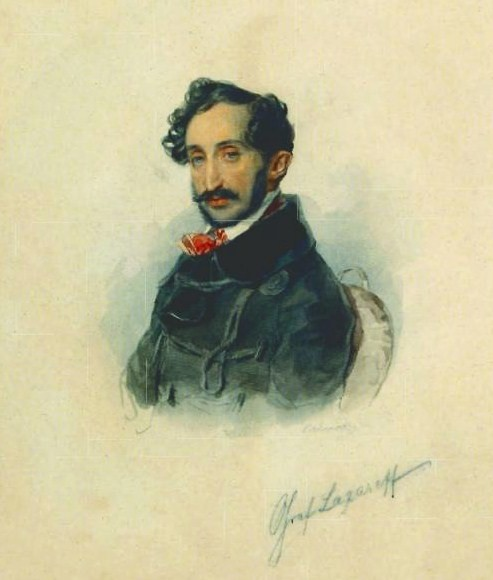
Лазарь Екимович (1797—1871)

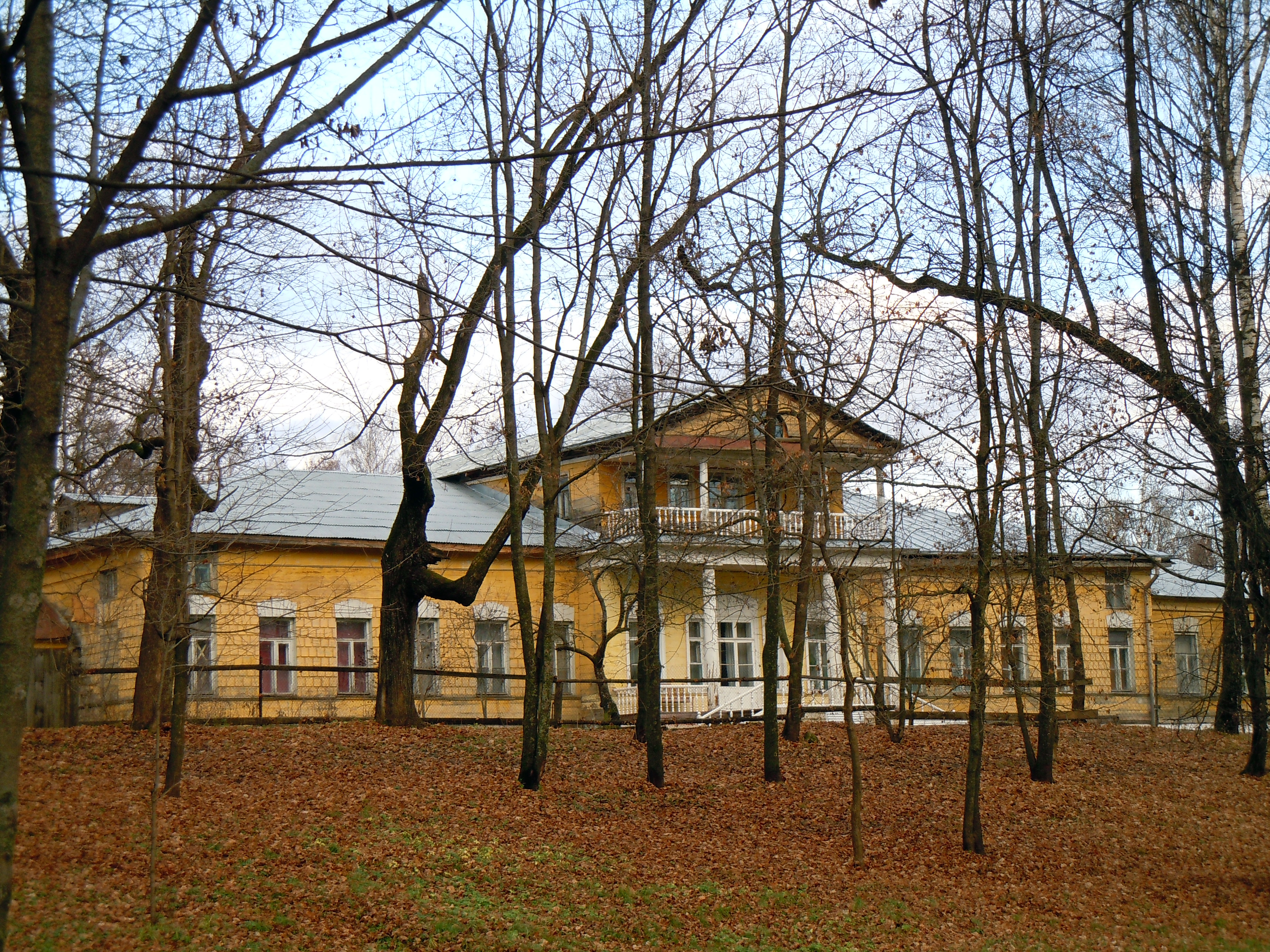
Усадьба Лазаревых во Фряново (ныне краеведческий музей).

Младший брат Христофора, Лазарь, умер на два месяца раньше него, оставив трёх дочерей от брака с Антуанеттой Бирон, правнучкой курляндского герцога. Про этот союз у Вяземского сказано следующее:

Приятель наш Лазарев женитьбой своей вошел [через Доротею Саган] в свойство́ с Талейраном. Возвратясь в Россию, он нередко говаривал: «Мой дядя Талейран». — Не ошибаешься ли ты, любезнейший? — сказал ему князь Меншиков. — Ты, вероятно, хотел сказать: «мой дядя Тамерлан».— Старая записная книжка
На средства Лазаревых были построены в Петербурге на Невском проспекте армянская церковь св. Екатерины и в Москве армянская церковь Воздвижения Креста Господня (1779—81; снесена в 1930-х гг., на её месте — школьное здание). Спроектировал оба храма Ю. М. Фельтен.
В 1822 году во дворе Восточного института установлен обелиск с четырьмя мраморными барельефными портретами основателей и попечителей института — членов семейства Лазаревых.

## Описание гербов

#### Герб Лазаревых 1785 г.
В Гербовнике Анисима Титовича Князева 1785 года имеется изображение двух печатей с гербами представителей рода Лазаревых:
1. Тайного советника (1799), основателя Института восточных языков Ивана Лазаревича Лазарева: щит разделен горизонтально на две части. В верхней части, в золотом поле, изображено желтое орлиное крыло. В нижней части, в синем поле, лежащий золотой лев. Щит увенчан коронованным дворянским шлемом, повернутым в правую сторону. Цветовая гамма намёта не определена.
2. Герб Мины Лазаревича Лазарева (вероятно брат И.Л. Лазарева): герб имеет два соединенных щита. В правом щите, в серебряном поле, изображены титлы (буквы) владельцы герба, над которыми находится дворянская корона. В левом щите, в серебряном поле золотых цифры 1744 (год пожалования дворянством), над которыми находится дворянская корона. Щиты увенчаны коронованным дворянским шлемом с клейнодом на шее. Цветовая гамма намета не определена[5].

#### Герб. Часть III. № 142
Герб потомства Манука Лазарева: щит разделен горизонтально на две части, из которых в верхней золотом поле изображено чёрное орлиное крыло. В нижней части в голубом поле виден лежащий золотой лев. Щит увенчан обыкновенным дворянским шлемом с дворянской на нём короной и тремя страусовыми перьями. Намёт на щите голубой, подложенный золотом.